# Лиссикейзи
Лиссикейзи (англ. Lissycasey; ирл. Lios Uí Chathasaigh, «форти Кейзи») — деревня в Ирландии, находится в графстве Клэр (провинция Манстер).
В 1881 году двое мужчин, копавших канализацию возле Лиссикейзи, обнаружили меч с выгравированным именем O’Neill, лежавший на большом сундуке. Мужчины предположили, что это гроб, и сообщили о находке в полицию. Полицейские открыли ящик и обнаружили, что он был полон старинных золотых монет.